# O Tigre e a Neve
O Tigre e a Neve (La tigre e la neve) é um filme italiano de 2005, dirigido e estrelado por Roberto Benigni. No elenco também traz Nicoletta Braschi (produtora e casada com Benigni na vida real) e Jean Reno.
Filmado na Itália e na Tunísia (instalação do estúdio para cenas do Iraque), o filme foi escrito por Roberto Benigni (afamado pelo filme, A Vida é Bela) e Vincenzo Cerami. Do estúdio italiano Melampo Cinematografica, foi distribuído no Brasil pela Europa Filmes. O músico de jazz, Tom Waits, no personagem real de sua pessoa, toca sua composição, "You Can Never Hold Back Spring". A trilha sonora é de Kathleen Brennan e Nicola Piovani.

## Sinopse
Attilio de Giovanni é um poeta e professor de Literatura que sempre sonha com uma mulher, Vittoria. Quando ele vai para a palestra de seu amigo Fuad, ele a encontra. Vittoria está escrevendo um livro sobre Fuad e viaja para o Iraque, sua terra natal, para fazer pesquisas. Lá, sofre um grave acidente e fica internada no país invadido por soldados norte-Americanos. Attilio entra numa verdadeira missão para ficar ao lado da mulher pela qual está apaixonado.

## Elenco
- Roberto Benigni... Attilio de Giovanni
- Jean Reno... Fuad
- Nicoletta Braschi... Vittoria
- Tom Waits... ele próprio
- Emilia Fox... Nancy Browning
- Gianfranco Varetto... advogado Scuotilancia
- Giuseppe Battiston... Ermanno
- Lucia Poli... Sra. Serao
- Chiara Pirri... Emilia
- Anna Pirri... Rosa
- Andrea Renzi... Dr. Guazzelli
- Abdelhafid Metalsi... Dr. Salman
- Amid Farid... Al Giumeil